# مطار بينظير بوتو الدولي
مطار بينظير بوتو الدولي (بالأوردو: بينظير بهٹّو بين الاقوامي ہوائي اڈہ) هو ثالث مطار من حيث الحجم في باكستان يخدم العاصمة إسلام آباد ومدينة راولبندي في ولاية بنجاب. كان يسمى في السابق مطار إسلام آباد الدولي وأعيدت تسميته على شرف السياسية الباكستانية الراحلة بنظير بوتو في 21 يونيو 2008 من قبل رئيس وزراء الباكستان يوسف رضا جيلاني.
يقع المطار خارج إسلام آباد، وبصفته المطار الرئيسي للعاصمة الباكستانية فهو يستقبل الشخصيات الرسمية والمواطنين من دول أخرى. يتقاسم المطار حقل الطيران مع قوات الاتصال والنقل للقوات الجوية الباكستانية التي تسميه قاعدة تشاكلالا للقوات الجوية الباكستانية.